# Monardella stebbinsii
Monardella stebbinsii är en kransblommig växtart som beskrevs av Hardham och Jim A. Bartel. Monardella stebbinsii ingår i släktet Monardella och familjen kransblommiga växter. Inga underarter finns listade i Catalogue of Life.